# Friedrich Betz

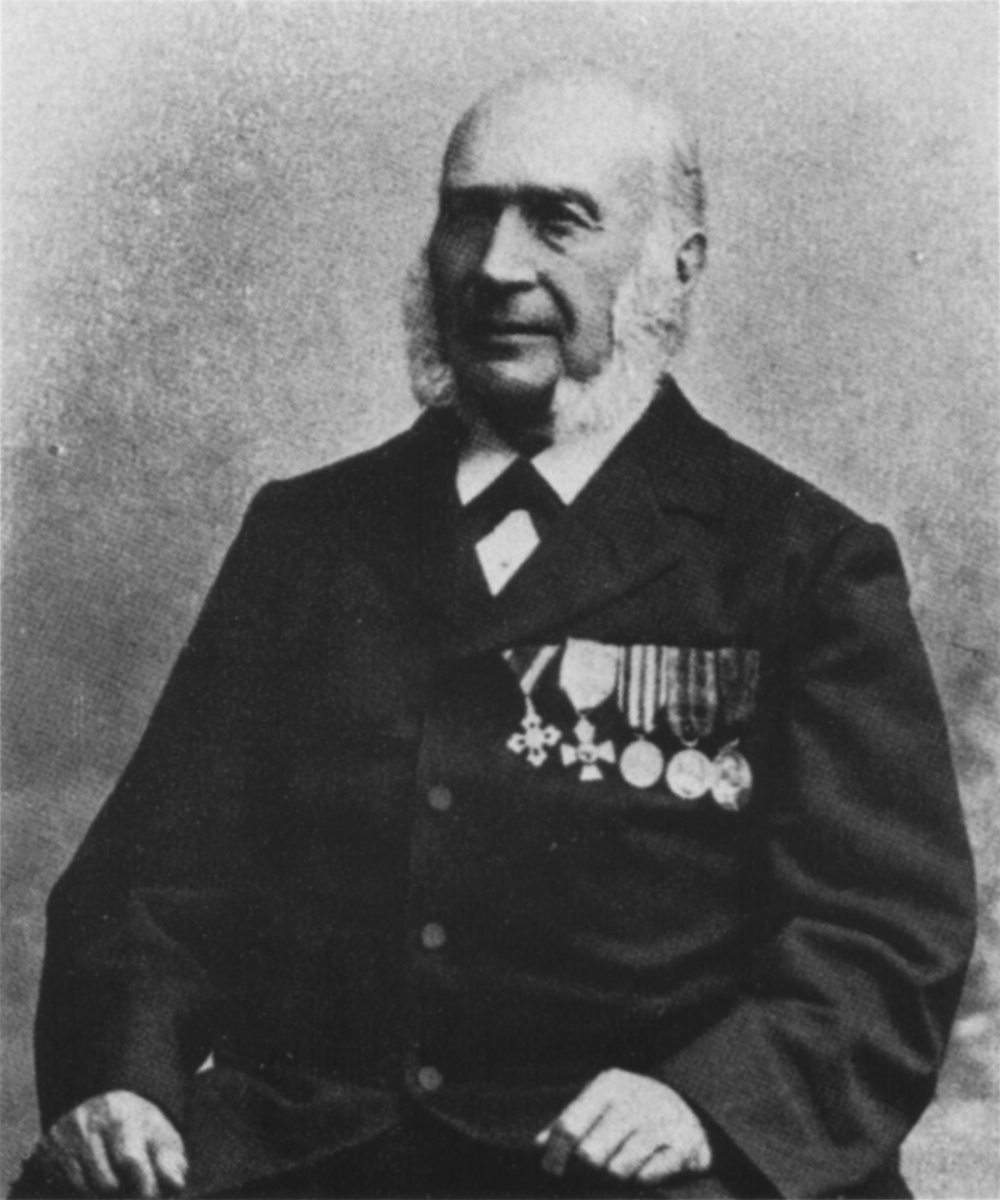
Friedrich Betz

Philipp Friedrich Betz (* 15. Februar 1819 in Weinsberg; † 24. September 1903 in Heilbronn) war ein deutscher Arzt und medizinischer Schriftsteller. Er war über 50 Jahre mit einer eigenen Praxis in Heilbronn tätig, veröffentlichte eine Vielzahl von Fachartikeln und gab zwei medizinische Fachzeitschriften heraus. In Weinsberg und Heilbronn war er Mitgründer und langjähriger Vorsitzender zweier historischer Vereine.

## Leben
Betz wuchs in Weinsberg auf, wo sein Vater Strumpfstricker, Weinschenk und Stadtrat war. Bis zum Alter von 14 Jahren besuchte er die Weinsberger Lateinschule. Die erfolgreiche Laufbahn eines Onkels, eines Oberstabsarztes Dr. Dorsch in hannöverschen Diensten in Celle, erweckte in ihm den Wunsch auf einen heilkundlichen Beruf. Ab 1833 ging er darum bei dem mit der Familie befreundeten Gundelsheimer Stadtarzt Stegmeyer in die Lehre, der ihn in der Wundarzneikunde ausbildete. 1837 bestand er die Wundarzneikunde-Gehilfenprüfung.
Betz wollte Arzt werden und Medizin studieren. Da die finanziellen Mittel seiner Eltern dafür nicht reichten, ging er zum württembergischen Militär und wurde 1838 Militär-Unterarzt in Ludwigsburg. In Ludwigsburg besuchte er neben seinen Dienstpflichten das Lyzeum und bestand 1842 die Maturitätsprüfung. Im selben Jahr begann er das Studium der Medizin an der Universität Tübingen. Er machte dabei von einer damals im Königreich Württemberg bestehenden Regelung Gebrauch, die Unterärzten mit Maturität gegen eine Verpflichtung für weitere sechs Jahre beim Militär ein Studium bei vollem Lohn ermöglichte. Er blieb noch länger im Militärdienst und war insgesamt 18 Jahre als Unterarzt tätig.

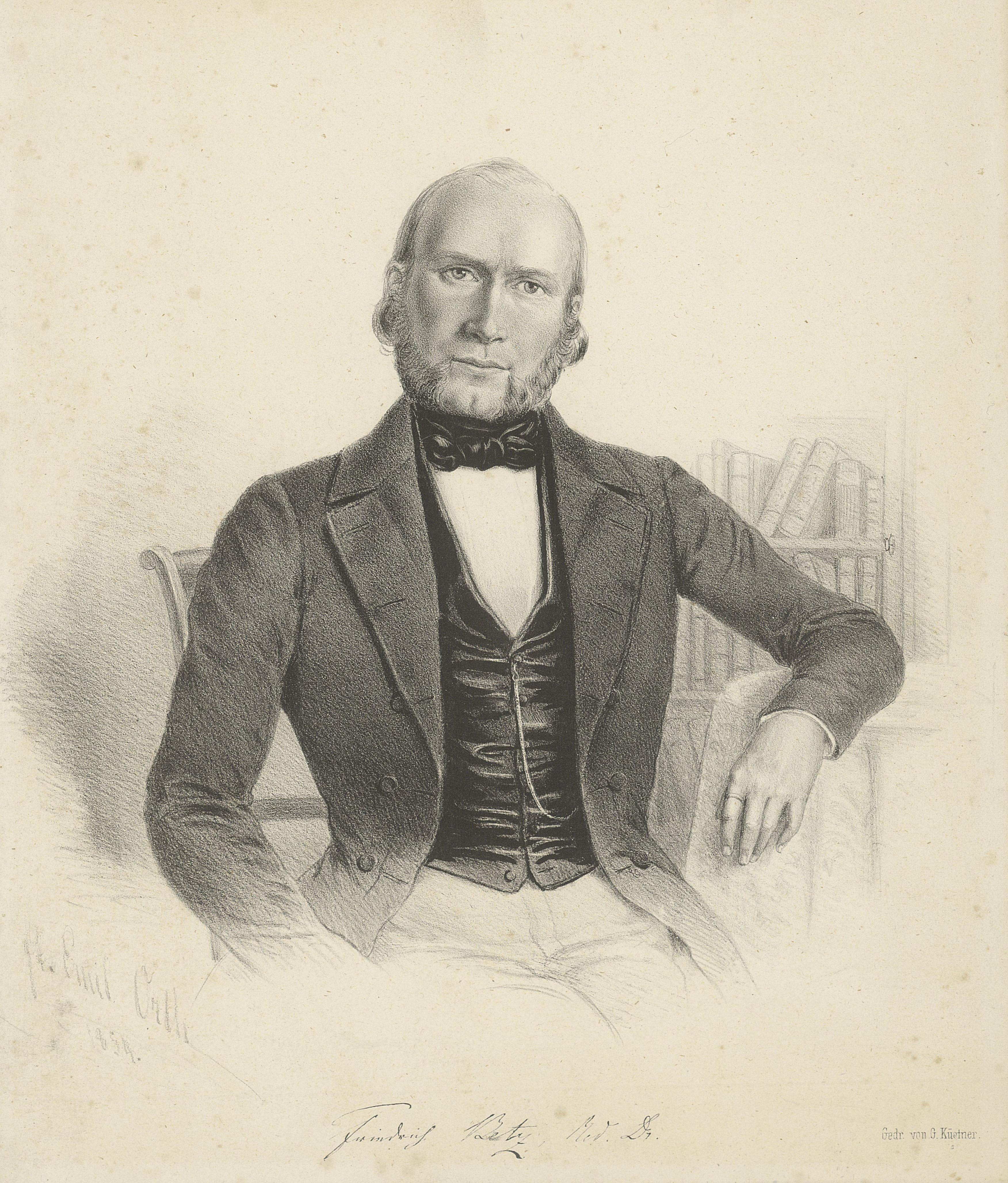
Friedrich Betz, Lithographie von Emil Orth aus dem Jahr 1854

Im November 1845 beendete er das Studium und war dann ein Jahr als Unterarzt in Stuttgart, wo er an der Kunstschule anatomischen Unterricht gab. Anschließend war er ein Dreivierteljahr in seiner Heimatstadt Weinsberg als Arzt tätig, bevor er 1847 eine Aufforderung erhielt, als Assistent an die Physiologisch-Anatomische Anstalt nach Tübingen zu gehen. Dort wurde er Prosektor bei Friedrich Arnold, hielt Vorlesungen in Osteologie und Pastoralmedizin und war vorübergehend Assistenzarzt in der Klinik von Carl Reinhold August Wunderlich. Im Frühjahr 1848 machte er eine wissenschaftliche Reise nach Prag und Wien. Eine ihm angebotene Assistenzstelle an der Tübinger Universität schlug er aus. Ab März 1850 war Betz als praktischer Arzt in Heilbronn tätig, der Nachbarstadt Weinsbergs. Am 6. Dezember 1852 wurde er mit einer Arbeit über Die Difformitäten der menschlichen Kiefer von der Universität Erlangen promoviert.
Betz hatte 1848 damit begonnen, medizinische Fachartikel zu verfassen und an Fachzeitschriften einzusenden. Bis 1855 erschienen in einer Vielzahl von Zeitschriften Dutzende Artikel von Betz. 1856 gründete er schließlich seine eigene Fachzeitschrift, die Memorabilien aus der Praxis, ab 1858 nur noch Memorabilien mit dem Untertitel Zeitschrift für rationelle praktische Ärzte, und veröffentlichte nur noch dort, im Lauf der folgenden Jahrzehnte über 200 Artikel. 1864 übernahm er zusätzlich noch die Herausgeberschaft der Fachzeitschrift Der Irrenfreund. Eine psychiatrische Monatsschrift für praktische Ärzte. Beide Zeitschriften stellten mit seinem Tod ihr Erscheinen ein.
Während des Deutsch-Französischen Kriegs von 1870–1871 bildete Betz wie schon während des Deutschen Kriegs 1866 eine Feldsanitätsmannschaft für den Kriegsschauplatz aus und leitete ein Lazarett. Als Ende August 1873 in Wien die Cholera ausbrach, studierte er sie vor Ort, wurde aber nach wenigen Tagen telegraphisch zurückgerufen, da die Krankheit auch in Heilbronn ausgebrochen war.
Betz engagierte sich in vielfältiger Weise für den ärztlichen Berufsstand. In Heilbronn gründete er 1851 den ärztlichen Verein und stand ihm lange vor, auch auf Bezirks- und Landesebene gehörte er entsprechenden Gremien an. Er besuchte mehrfach Deutsche Ärztetage. 1877 regte er eine Centralhilfskasse für Ärzte an, konnte sich aber nicht durchsetzen, so dass die Gründung einer solchen, als Vorläufer der Deutschen Ärzteversicherung, später von Berlin ausging. 1884 wurde Betz, der Gegner des Impfens war und in seiner Praxis nie geimpft hat, zum Mitglied einer Kommission beim Kaiserlichen Gesundheitsamt zur Einführung der Pockenimpfung berufen.
Politisch war Betz konservativ gesinnt und trat für die kleindeutsche Lösung ein, also für ein deutsches Reich unter Preußens Führung. 1860 trat er dem Deutschen Nationalverein in Coburg bei, 1867 war er in Heilbronn Mitgründer einer Vereinigung nationaler Männer nach den Grundsätzen der nationalliberalen Deutschen Partei (DP) in Stuttgart. Der Heilbronner DP, die sich 1875 organisierte, diente er lange Jahre als Ausschussmitglied, 1899 wurde er zu ihrem Ehrenvorstand ernannt.

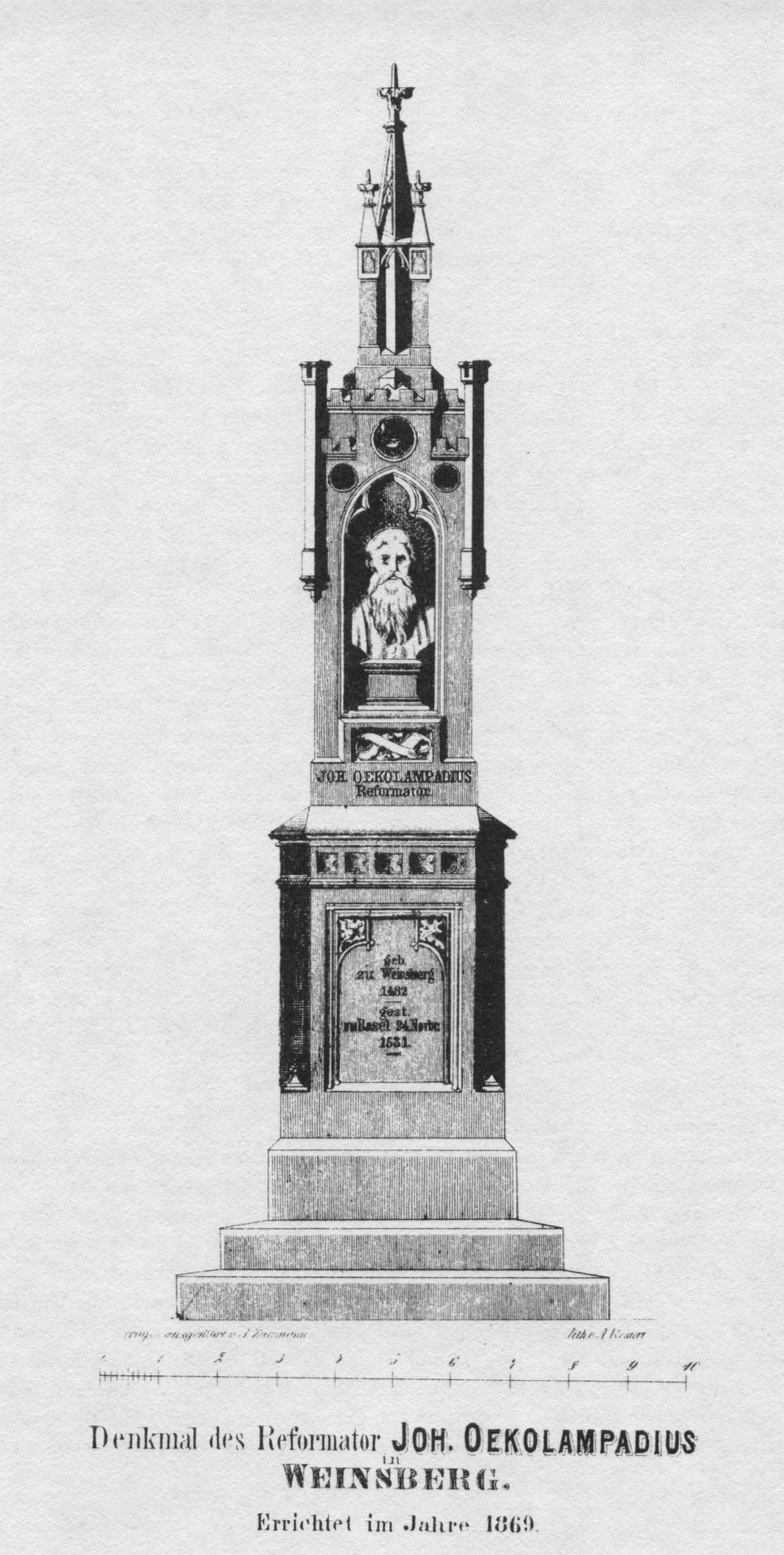
Entwurf des Oekolampadius-Denkmals. Lithographie um 1868

Obwohl Betz seit 1847 nicht mehr in Weinsberg wohnte, behielt er immer sein dortiges Bürgerrecht. Die Geschichte der Stadt lag ihm sehr am Herzen, und nachdem die Stadt Basel dem aus Weinsberg stammenden Basler Reformator Johannes Oekolampadius 1862 ein Denkmal gesetzt hatte, engagierte er sich dafür, auch in Weinsberg ein solches zu errichten. Er konnte mehrere namhafte Weinsberger Bürger wie Theobald Kerner, Christian Hildt, Dekan Hermann Bauer und Stadtschultheiß Käpplinger für sein Vorhaben gewinnen, und 1871 konnte das Denkmal auf dem Kirchplatz vor der Johanneskirche eingeweiht werden, wo es bis 1967 stand, als es wegen Beschädigungen durch ein Schriftrelief ersetzt wurde. Neben Oekolampadius galt das Denkmal auch dem Andenken an die ersten evangelischen Pfarrer Weinsbergs, Erhard Schnepf und Johann Geyling.
Zur Erinnerung an die Einweihung des Denkmals bildete sich im selben Jahr in Weinsberg der Oekolampadius-Verein. Unter dem Vorsitz von Betz, der seit 1863 Mitglied, seit 1872 Ausschussmitglied des Historischen Vereins für Württembergisch Franken war, machte sich der Oekolampadius-Verein die Pflege der Geschichte von Stadt und Amt Weinsberg zur Aufgabe. 1882 veranstaltete er zum 400-jährigen Geburtstag Oekolampadius’ eine öffentliche Feier. Betz blieb bis 1899 Vereinsvorsitzender, dann folgte ihm der Weinsberger Stadtpfarrer Heinrich Meißner. Im November 1906 löste sich der Verein auf und setzte den im Vorjahr gegründeten Justinus-Kerner-Verein zum Erben seiner Sammlungen ein, die zum Teil im Kernerhaus zu sehen sind.
Auch in Heilbronn sollte nach dem Vorbild des Historischen Vereins für Württembergisch Franken ein Geschichtsverein entstehen. Betz trieb die Gründung voran, und am 27. Februar 1876 fand die erste Versammlung des Historischen Vereins Heilbronn statt, die Friedrich Betz zum Vorstand wählte. Der Schwerpunkt der Vereinstätigkeit während Betz’ Vorstandschaft war das Sammeln von Altertümern und die Bodenforschung. 1899 folgte Alfred Schliz Betz als Vereinsvorstand nach.
Ab 1896 ließ Betz’ Gesundheit nach. Er versah dennoch noch bis Herbst 1902 seine eigene Praxis. Nach einer Embolie des Gehirns am 11. November 1902 konnte er das Bett nicht mehr verlassen. Am 24. September 1903 starb er um 3 Uhr morgens, und am 26. September nachmittags drei Uhr wurde er auf dem Weinsberger Friedhof neben seiner Frau beerdigt, die schon 1875 gestorben war. Der Nachlass von Friedrich Betz befindet sich im Stadtarchiv Heilbronn.

## Familie
Im April 1852 heiratete Betz seine Frau Marie Picot († 1875), die Tochter eines Kaufmanns aus Spiegelberg. Aus der Ehe ging u. a. der Sohn Odo Betz hervor, der 1885 von der Universität Tübingen zum Dr. med. promoviert wurde und am 2. Januar 1916 im Alter von 55 Jahren starb.

## Auszeichnungen
Für die Ausbildung von Sanitätern und Leitung eines Lazaretts erhielt Betz 1871 den Olga-Orden und das bayerische Verdienstkreuz für die Jahre 1870/71. Zu seinem 80. Geburtstag 1899 verlieh ihm König Wilhelm II. den Titel Sanitätsrat.